# Забелка

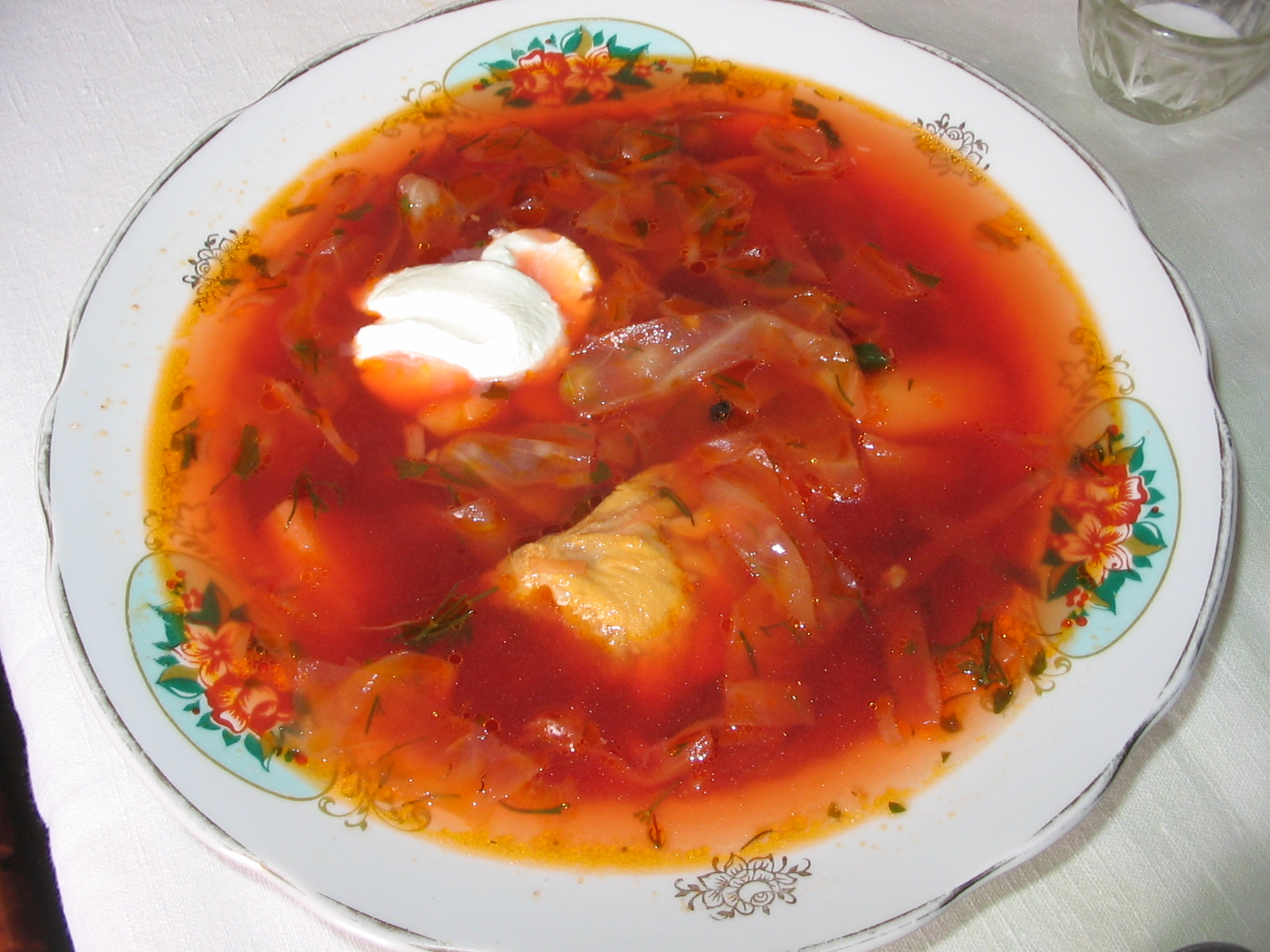
Сметана — самая популярная забелка в тарелке с борщом

Хоть без забелки, да хлебнуть-то дай.
Забе́лка — традиционная в русской и других восточноевропейских кухнях молочная приправа к супам, как горячим (борщу, щам, преимущественно ленивым, картофельному или грибному супу, рассольнику, журу), так и холодным (окрошке, холоднику, свекольнику).
В качестве забелки используют молоко, простоквашу, сливки и сметану. Супы забеливают, то есть приправляют жидкое кушанье забелкой, после приготовления, за столом, в индивидуальной тарелке. Согласно традициям русской ресторанной кухни забелку сервируют к заправочному супу в соуснике на пирожковой тарелке с чайной ложкой. В польской кухне сметану в забеленный борщ добавляют до подачи на стол. Французские супы забеливают молоком или сливками. Авторами статьи о забелке в Энциклопедическом словаре Брокгауза и Эфрона 1894 года являются диетолог Д. В. Каншин и химик Д. И. Менделеев.